# Glyptomorpha erythraeana
Glyptomorpha erythraeana är en stekelart som beskrevs av Szepligeti 1913. Glyptomorpha erythraeana ingår i släktet Glyptomorpha och familjen bracksteklar. Inga underarter finns listade i Catalogue of Life.